# سیم‌پیچی آیرتون-پری

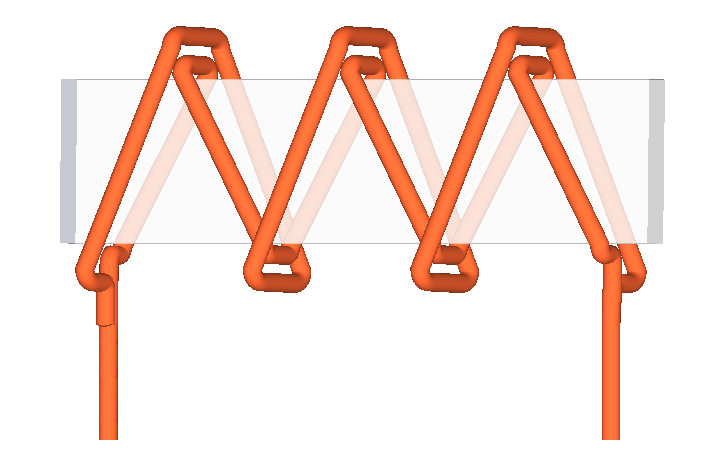
سیم‌پیچی آیرتون‌پری

سیم‌پیچی آیرتون-پری (به انگلیسی: Ayrton–Perry winding) (به نام ویلیام ادوارد آیرتون و جان پری) نوعی الگوی سیم‌پیچ دورشته‌ای است که در سیم‌پیچی کردن سیم‌ها روی قالب‌ها برای ساخت مقاومت‌های RF استفاده می‌شود. مزیت آن این است که سیم پیچ حاصل از مقادیر القاوری مزاحم و ظرفیت‌خازنی مزاحم پایینی دارد. سیم‌پیچ‌های سیم مقاومتی آیرتون-پری برای ساخت مقاومت‌های RF سیم‌پیچی که در فرکانس‌های بالا استفاده می‌شوند، جایی که اندوکتانس و ظرفیت‌خازنی ناخواسته هستند، استفاده می‌شود.
این سیم‌پیچی از دو سیم مجزا ساخته شده است که در جهات مخالف در امتداد یک چهارچوب عایق پیچیده شده و در انتها به صورت موازی متصل می‌شوند. از آنجایی که تعداد دُورهای سیم در هر جهت یکسان است، میدان‌های مغناطیسی دو سیم یکدیگر را خنثی می‌کنند، بنابراین پیچه اندوکتانس کمی دارد. و از آنجایی که پیچ‌های مجاور دو سیم تقریباً در یک ولتاژ هستند، ظرفیت‌خازنی پارازیتی کمی بین این دُورها وجود دارد.
یکی از معایب آن این است که از آنجایی که دو طول سیم مقاومتی به صورت موازی به هم متصل هستند، در مقایسه با زمانی که از یک پیچه استفاده می‌شود، چهار برابر طول سیم (دو برابر طول هر پیچه) برای ایجاد یک مقاومت معین مورد نیاز است.